# 部落解放委員会
部落解放委員会（ぶらくかいほういいんかい）とは、1973年まで兵庫県に存在した同和団体。部落解放同盟（解同）の前身である部落解放全国委員会とは別組織。当時、兵庫県同和行政の唯一の窓口として事業委託などを請け負った。
1973年に解同・全解連・同和会の各兵庫県連組織へと分裂。その後、1974年の八鹿高校事件や1975年の解同兵庫県連による窓口一本化要求を経て、1976年4月以降、兵庫県の同和行政は特定の同和団体と関りを持たないいわゆる兵庫県方式に移行。爾来、兵庫県ではいかなる同和団体にも公的補助等を一切おこなわず、個人施策についても同和団体の推薦を不要とし、直接本人の申請に基づいて県が独自におこなうこととなった。